# Telegrama Zimmermann
El telegrama Zimmermann fue una comunicación diplomática secreta, emitida por el Ministerio de Asuntos Exteriores alemán en enero de 1917, y dirigida al embajador alemán en México Heinrich von Eckardt, en el cual se proponía una alianza militar entre el entonces Imperio alemán y México. Si los Estados Unidos entraran en la Primera Guerra Mundial contra el Imperio alemán, México recuperaría Texas, Arizona y Nuevo México. El telegrama fue interceptado y descodificado por la inteligencia británica.
La revelación de los contenidos enfureció a los altos mandos estadounidenses, especialmente después de que el Secretario de Relaciones Exteriores alemán, Arthur Zimmermann, admitió públicamente el 3 de marzo que el telegrama era genuino, ayudando a generar apoyo para la declaración de guerra de los Estados Unidos contra Alemania en abril. El descifrado se describió como el triunfo de inteligencia más significativo para Reino Unido durante la Primera Guerra Mundial y una de las primeras ocasiones en que un elemento de inteligencia de señales influyó en los eventos mundiales.

## Contenido del telegrama
El mensaje inicial incluía propuestas de alianza entre México y el Imperio Alemán, mientras que este aún trataría de permanecer neutral ante Estados Unidos. En el caso de que esta política fallara, la nota diplomática sugería que el Gobierno mexicano debería unirse a la causa alemana, y lanzar un ataque militar contra los Estados Unidos. Para este fin, el Imperio alemán se comprometía a prestar asistencia financiera y armamentística a México para que este recuperase por la fuerza los territorios de Texas, Nuevo México y Arizona, que el país había cedido a regañadientes en la guerra contra los estadounidenses debido a los Tratados de Guadalupe-Hidalgo en 1848, aunque no se mencionó posibilidades de ayuda alemana en el caso de California.

## Traducción al español
Nos proponemos comenzar el primero de febrero la guerra submarina, sin restricción. No obstante, nos esforzaremos para mantener la neutralidad de los Estados Unidos de América.
En caso de no tener éxito, proponemos a México una alianza sobre las siguientes bases: hacer juntos la guerra, declarar juntos la paz; aportaremos abundante ayuda financiera; y el entendimiento por nuestra parte de que México ha de reconquistar el territorio perdido en Nuevo México, Texas y Arizona. Los detalles del acuerdo quedan a su discreción [de Von Eckardt].
Queda usted encargado de informar al presidente [de México] de todo lo antedicho, de la forma más secreta posible, tan pronto como el estallido de la guerra con los Estados Unidos de América sea un hecho seguro. Debe además sugerirle que tome la iniciativa de invitar a Japón a adherirse de forma inmediata a este plan, ofreciéndose al mismo tiempo como mediador entre Japón y nosotros.
Haga notar al presidente que el uso despiadado de nuestros submarinos ya hace previsible que Inglaterra se vea obligada a pedir la paz en los próximos meses.

## Intercepción británica
El telegrama Zimmermann fue interceptado y descifrado lo suficiente como para poder leer un esbozo de su contenido, por los criptógrafos Nigel de Grey y William Montgomery de la unidad de la Inteligencia Naval Británica conocida como «Habitación 40» (en inglés Room 40), a cargo del almirante William R. Hall. Esto fue posible porque el código de cifrado utilizado por el Ministerio de Asuntos Exteriores de Alemania (llamado 0075) había sido analizado y parcialmente descifrado, se cree que utilizando mensajes ya descifrados y un libro de códigos anterior capturado por Wilhelm Wassmus, un agente alemán que trabajaba en el Oriente Medio.
El gobierno británico, que quería exponer al Gobierno estadounidense el contenido incriminatorio del telegrama, estaba en un dilema: si se publicaba el telegrama, los jefes del espionaje alemán supondrían (con razón) que su código había sido roto y lo modificarían de inmediato; si los británicos no publicaban el telegrama, perderían una oportunidad única para que los Estados Unidos se unieran a la guerra e inclinaran la balanza hacia el lado aliado.
Había otro problema más grave: Gran Bretaña tampoco podía mostrar el telegrama al Gobierno de los Estados Unidos sin generar sospechas, pues debido a su gran importancia, el mensaje había sido enviado desde Berlín al embajador alemán en Washington D. C., el conde Johann Heinrich von Bernstorff, para ser retransmitido al embajador alemán en México, Heinrich von Eckardt, por tres rutas separadas. 
Los británicos habían obtenido el telegrama por una de estas líneas telegráficas, pues el gobierno de Washington D. C. le había otorgado acceso a sus líneas telegráficas diplomáticas privadas a los diplomáticos alemanes, en un esfuerzo para acelerar el proyecto pacifista del presidente Woodrow Wilson. Los diplomáticos alemanes no estaban preocupados por usar esta línea telegráfica estadounidense dado que los mensajes iban cifrados, teniendo en cuenta que los Estados Unidos no tenían tecnología de cifrado, y que los agentes de espionaje estadounidense no tenían órdenes de detectar y descifrar los mensajes diplomáticos de otras naciones. Además el telegrama había sido enviado por un diplomático alemán desde la embajada estadounidense en Berlín con rumbo a Copenhague, y desde ese punto fue remitido vía cable submarino con rumbo a la embajada alemana en los Estados Unidos pasando por Gran Bretaña, donde fue interceptado.
Si los agentes británicos revelaban el origen del telegrama, se hubiera cometido un suicidio político, pues eso hubiera significado admitir que Gran Bretaña también espiaba las comunicaciones diplomáticas estadounidenses (a través de las cuales viajaban los telegramas del espionaje alemán). Hay fuentes que indican que en ese caso los Estados Unidos no hubieran declarado la guerra a Alemania, y posiblemente los Imperios Centrales hubieran resistido más tiempo a la Triple Entente o inclusive hubieran ganado la «Gran Guerra». Además, los británicos necesitaban encontrar una manera de convencer a los estadounidenses de que el mensaje no era una falsificación.
El Gobierno británico había estimado que la embajada alemana en Washington D. C.. enviaría el mensaje hacia su embajada en Ciudad de México usando el sistema telegráfico comercial para evitar las sospechas estadounidenses, al tratarse de un envío de telegrama entre dos países neutrales. Por tanto, los agentes británicos sospechaban que una copia del telegrama de Zimmermann podría existir en la oficina de telégrafos en la Ciudad de México a manera de constancia de recepción. De obtenerse una copia del telegrama, esta podría ser remitida por Gran Bretaña al Gobierno de los Estados Unidos bajo la excusa de que había sido obtenida por el espionaje británico en suelo mexicano (y no interceptando la línea telegráfica de EE. UU.), sin hacer referencia al origen del descubrimiento.
Por tanto, el espionaje británico se contactó a un agente en México, conocido solo como el «Señor H», que obtuvo una copia del telegrama en la oficina central de correos y telégrafos de Ciudad de México. Para suerte de los agentes británicos, el telegrama al embajador alemán en la República había sido enviado utilizando un código viejo, que podía ser descifrado en su totalidad, presumiblemente porque la embajada alemana en México no tenía los códigos secretos más nuevos o porque no se consideró posible que los espías británicos pudieran interceptar un telegrama germano en Estados Unidos.
El telegrama fue entregado por el almirante William Hall al ministro de Relaciones Exteriores británico, Arthur James Balfour, quien a su vez lo remitió al presidente Woodrow Wilson mediante el embajador estadounidense en Londres, Walter Page.

## Efectos

### México

Mapa del territorio mexicano en 1917 (verde oscuro), mostrando el territorio prometido a México en el telegrama Zimmermann en verde claro. La línea roja muestra la frontera mexicana antes de la anexión de las provincias norteñas por EE. UU.

Al poco tiempo de recibirse el telegrama, el presidente mexicano Venustiano Carranza comisionó un consejo militar para verificar la validez del proyecto propuesto por el Imperio alemán; el resultado, como era de esperarse para una época tan turbulenta, confirmaba que sería desastroso el resultado de una ofensiva mexicana para recuperar los antiguos territorios. Si bien era una aspiración mexicana recobrar esas tres provincias (no se ha confirmado si el proyecto alemán contemplaba California), ello traería graves consecuencias políticas y sociales entre la población y, tarde o temprano, terminaría en una nueva guerra con los Estados Unidos.
Un ataque militar mexicano traería una severa respuesta bélica de los Estados Unidos, país que ya en esos años contaba con un ejército de tierra y una marina de guerra bastante más numerosos y mucho mejor armados que las fuerzas análogas mexicanas. De hecho, México no había podido rechazar la Ocupación estadounidense de Veracruz de 1914 y esto era un mal presagio de la capacidad mexicana para una ofensiva militar contra territorio estadounidense.  
Además, la Gran Guerra seguía desarrollándose tenazmente en Europa, donde en el primer trimestre de 1917 aún Alemania luchaba en dos frentes y se enfrentaba al bloqueo naval de la Royal Navy británica, por lo cual parecía casi imposible que el Imperio alemán estuviera en condiciones de proveer armas a México en cantidad suficiente para las graves hostilidades que se avecinarían. Inclusive en 1916 el "abundante apoyo financiero" ofrecido por Alemania era ya muy dudoso cuando dicho país rechazó apoyar al régimen de Carranza en la financiación de un banco central mexicano, siendo que Alemania debía dedicar sus recursos a sostener la guerra en suelo europeo.
Inclusive en caso de éxito militar, México también carecía de la capacidad para reubicar a la población angloparlante entre sus fronteras, más aún tomando en cuenta que entre los civiles estadounidenses de esas regiones era común poseer armas de fuego -o tener muy fácil acceso a ellas- y tal masa foránea sería fuente de continuos conflictos y revueltas; el Gobierno mexicano tampoco tenía recursos ni medios para movilizar colonos leales a la nación a esos territorios.
Por otro lado, había un factor decisivo: el gobierno mexicano estaba más preocupado porque estaban aún en auge la rebelión armada de Emiliano Zapata en Oaxaca y regiones vecinas, así como la revuelta de Pancho Villa en las regiones del norte, de hecho las fuerzas armadas mexicanas leales al régimen de Carranza estaban ya bastante ocupadas en sofocar las revueltas de Zapata y Villa, siendo imposible que actuasen eficazmente en una guerra exterior. La Revolución Mexicana estaba en pleno apogeo y el régimen de carrancista ni siquiera podía asegurar su efectivo control sobre todo el país, lo cual hacía muy riesgoso para Carranza embarcarse en un conflicto internacional teniendo ya un conflicto interno de por sí complicado. 
Considerando los muchos y graves factores adversos, Carranza declinó la oferta de Arthur Zimmermann el 14 de abril de ese mismo año, fecha para la cual los Estados Unidos ya había entrado a la Primera Guerra Mundial y retirado de suelo mexicano a las fuerzas de la Expedición Punitiva mandada por el general John J. Pershing contra las tropas de Pancho Villa. De esta manera, Carranza mantuvo el poder sin tener que atender asuntos complejos de política internacional y se pudo dedicar a reorganizar la política interna de México.

### Alemania
En el telegrama Zimmermann se instruía al embajador germano en México para que se acercara al régimen de Venustiano Carranza con una propuesta para formar una alianza contra los Estados Unidos, pero solamente si dicho país lanzaba un ataque contra Alemania. La intención última del Imperio alemán consistiría más bien en evitar la entrada de Estados Unidos en la contienda causando un ataque mexicano que sirviera como una «distracción» al gobierno de Woodrow Wilson y lo disuadiera de ayudar a la Triple Entente.
En un movimiento impredecible, el ministro Arthur Zimmermann confirmó en Berlín la autenticidad de su telegrama el 3 de marzo de 1917, y lo repitió días después en un discurso el 29 de marzo tratando de explicar su visión de la situación. Para empezar, Zimmermann alegó que no había escrito una carta directamente al presidente mexicano Venustiano Carranza, sino que le había dado instrucciones a su embajador en México por una vía «que le parecía segura». También sostuvo Zimmermann que a pesar de la ofensiva submarina alemana, él esperaba que los Estados Unidos permanecieran neutrales en la contienda europea. Zimmermann sostuvo que su propuesta al Gobierno mexicano solo sería entregada si los Estados Unidos declaraban la guerra a las Potencias Centrales, y creía que sus instrucciones eran absolutamente leales para con los Estados Unidos pues en realidad apenas reclamaba neutralidad al Gobierno estadounidense, amenazando con promover una invasión mexicana solo como último recurso. 
De hecho, Zimmermann reprochó al presidente Wilson el haber roto relaciones con el Imperio alemán con excesiva rudeza después de que el telegrama hubiera sido interceptado, por lo cual el conde Von Bernstorff, embajador alemán en Washington D. C., no tuvo oportunidad para explicar la actitud alemana, concluyendo que el Gobierno estadounidense había declinado negociar.
Se puede apreciar que había honestidad en el discurso de Zimmermann, pues tuvo ocasión para reflexionar sobre el impacto del telegrama y sus efectos, y aun así el ministro alemán estuvo preparado para presentar su plan original. Sin embargo, el incidente también reveló elementos criticables en Zimmermann, pues siendo ministro de Asuntos Exteriores de Alemania carecía de datos serios sobre la verdadera fuerza bélica de los Estados Unidos y la de México, mostraba un grave desconocimiento de las delicadas relaciones entre los dos países vecinos tras la ocupación estadounidense de Veracruz de 1914, y además ignoraba por completo los severos efectos de la Revolución mexicana en la estabilidad política de México, situación que motivó su posterior cese como ministro. Probablemente, para sustentar su proyecto original, Zimmermann tan solo confiaba que muchos mexicanos apoyaban la idea de atacar a los Estados Unidos y recuperar los territorios perdidos en 1849.

### Estados Unidos
El sentir popular entre los estadounidenses era tanto antimexicano como antialemán. El general John «Black Jack» Pershing había pasado ya mucho tiempo tratando de capturar a Pancho Villa, quien era el responsable de muchos robos ganaderos en los Estados Unidos, además de ser el autor intelectual del ataque a Columbus. Esta Expedición Punitiva, que había tenido gran costo tanto monetario como político para el Gobierno de los Estados Unidos, dejó como resultado final un desgaste desastroso para el Ejército estadounidense y grandes ganancias monetarias para los habitantes de las zonas que patrullaban en México. Inclusive las fuerzas de Pancho Villa lograron apropiarse de un avión estadounidense y lo utilizaron para espiar al enemigo.
El presidente Wilson, por tanto, estaba disconforme con los resultados y prefería detener la búsqueda en tanto que se celebraran las nuevas elecciones en México, que se instalara un nuevo gobierno, y que se promulgara una nueva constitución (la Convención Constitucional se encontraba reunida). Las noticias del telegrama tuvieron reacciones encontradas en el gobierno de ambos países, dado que dicho tratado, en caso de realizarse, implicaba que México debería tener un gobierno más amistoso para con los intereses de Estados Unidos. El 1 de marzo el Gobierno estadounidense publicó el contenido íntegro del telegrama en la prensa. Inicialmente el público estadounidense prefirió creer que el telegrama era un vulgar fraude británico diseñado para llevarlos a la guerra en el bando aliado. Esta creencia fue alimentada por los diplomáticos alemanes y mexicanos, e incluso por los pacifistas estadounidenses y activistas proalemanes, que llamaban al telegrama una falsificación.
Aunque el telegrama Zimmermann destacaba que el real interés de Alemania era que los Estados Unidos permanecieran neutrales en la guerra europea mientras se atacaban sus envíos a Gran Bretaña, la confirmación posterior de Arthur Zimmermann el 3 de marzo evocó un flujo de sentimientos antialemanes en los EE. UU. El mismo presidente estadounidense Woodrow Wilson respondió a esta manifestación de hostilidad hacia los Estados Unidos solicitándole al Congreso que se armaran las naves estadounidenses para que se pudieran defender de potenciales ataques submarinos alemanes. Unos cuantos días después, el 2 de abril, Wilson solicita formalmente al Congreso que le declare la guerra a Alemania. El 6 de abril el Congreso acepta, llevando a los estadounidenses hacia la Gran Guerra.
Los submarinos alemanes habían atacado previamente naves estadounidenses cerca de las islas británicas, y puede entonces considerarse que el telegrama Zimmermann no fue la única causa para la entrada de los Estados Unidos en la guerra; sin embargo, el telegrama desempeñó un papel crítico al cambiar la opinión pública de los estadounidenses sobre el conflicto y motivar una presión política fuertemente antialemana. Fue percibido como especialmente traicionero que el telegrama fuera enviado por agentes alemanes usando la línea telegráfica de la embajada estadounidense en Berlín, con destino a la embajada alemana en Washington D. C. antes de pasar a México, abusando de la buena fe de los diplomáticos estadounidenses y promoviendo Alemania una guerra entre dos neutrales. En cuanto se convenció al público estadounidense de que el telegrama era auténtico, los sentimientos pacifistas quedaron atrás y se hizo inevitable que los Estados Unidos entraran a la Primera Guerra Mundial.

### Japón
Japón, otra nación mencionada en el telegrama, ya estuvo involucrado en la Primera Guerra Mundial como parte de los aliados que enfrentaban al Imperio alemán. Posteriormente, el gobierno nipón emitió una declaración en la que afirmaba que no estaba interesado en cambiar de bando y atacar a las tropas estadounidenses.

## Descubrimiento de autógrafos
En octubre de 2005, se informó que un historiador anónimo que estaba investigando y preparando una historia de la Sede de Comunicaciones del gobierno del Reino Unido había descubierto recientemente una copia original mecanografiada del telegrama Zimmermann decodificado. Se cree que el documento es el telegrama real mostrado al embajador estadounidense en Londres en 1917. Marcadas con la letra del almirante Hall en la parte superior del documento están las palabras: «Este es el que se entregó al Dr. Page y fue expuesto por el presidente». Dado que muchos de los documentos secretos de este incidente habían sido destruidos, anteriormente se había asumido que el 'descifrado' original escrito había desaparecido para siempre. Sin embargo, tras el descubrimiento de este documento, el historiador oficial del GCHQ dijo: «Creo que este es de hecho el mismo documento que Balfour le entregó a Page».